# Gorgoniidae
Die Gorgoniidae sind eine Familie der Achtstrahligen Korallen (Octocorallia), die in tieferen Meeresregionen im Atlantik und im Pazifik vorkommt.

## Merkmale
Wie fast alle Oktokorallen bilden die Arten der Familie Gorgoniidae Kolonien, die aus vielen Einzelpolypen mit jeweils acht Tentakeln bestehen. Die Kolonien sind aufrecht stehend und planar (zweiseitig) oder buschig verzweigt, netzartig miteinander verflochten oder gefiedert oder mit abgeflachten, blattartigen Wedeln ausgestattet. Im Innern der Kolonie befindet sich eine zentrale, proteinhaltige Skelettachse, die auch feste Bereiche aus nicht-skleritischem Carbonat-Hydroxylapatit (CHAp) enthalten kann. Die Skelettachse ist im Innern hohl, mit einem schmalen, quergekammerten Mittelkern. Die Polypen sind monomorph und können in das Coenenchym oder niedrige Polypenkelche zurückgezogen werden. Sie sind über die gesamte Kolonieoberfläche oder nur biseriell auf zwei Astseiten angeordnet. Die Sklerite der Polypen haben die Form abgeflachter Stäbchen mit glatten, gezackten, eingekerbten oder gelappten Rändern. Die Sklerite des Coenenchyms sind strahlenförmig oder kleine (<0,3 mm) Spindeln mit komplexen Tuberkeln und oft in regelmäßigen Reihen angeordnet. Die Sklerite der Gorgoniidae sind bei vielen Arten auffällig gefärbt. Viele Arten der Familie leben mit Zooxanthellen in einer Endosymbiose und beziehen von diesen einen Teil ihrer Nährstoffe, bei anderen ist das nicht der Fall und sie sind ausschließlich auf planktonische Nahrung angewiesen.

## Gattungen
Zur Familie Gorgoniidae gehören 13 Gattungen:
- Adelogorgia Bayer, 1958
- Antillogorgia Bayer, 1958
- Callistephanus Wright & Studer, 1889
- Chromoplexaura Williams, 2013
- Eugorgia Verrill, 1868
- Gorgonia Linnaeus, 1758
- Leptogorgia Milne Edwards, 1857
- Olindagorgia Bayer, 1981
- Pacifigorgia Bayer, 1951
- Phycogorgia Milne Edwards & Haime, 1850
- Phyllogorgia Milne Edwards, 1857
- Psammogorgia Verrill, 1868
- Pseudopterogorgia Kükenthal, 1919

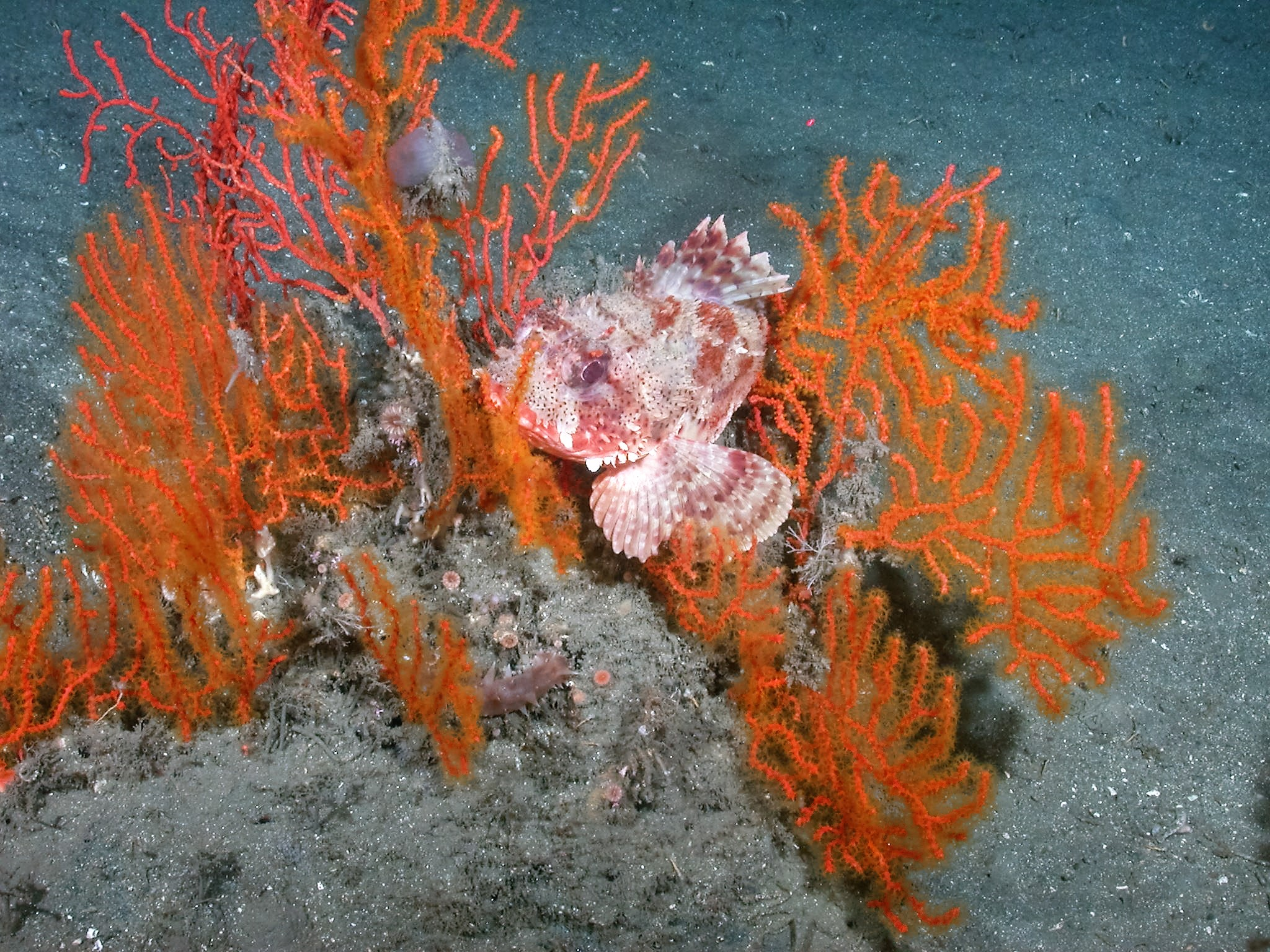
Adelogorgia phyllosclera
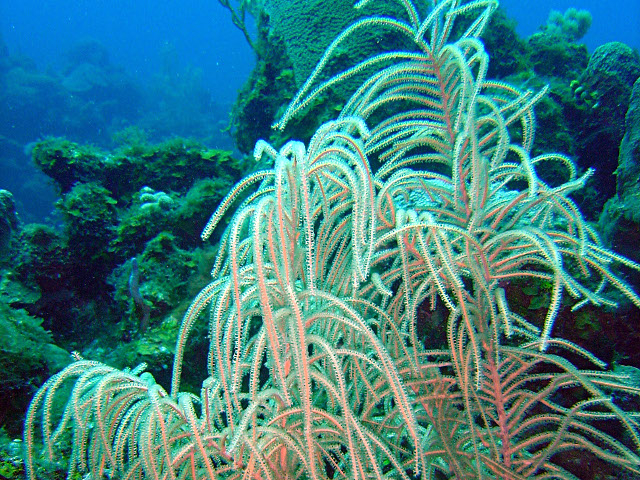
Antillogorgia americana
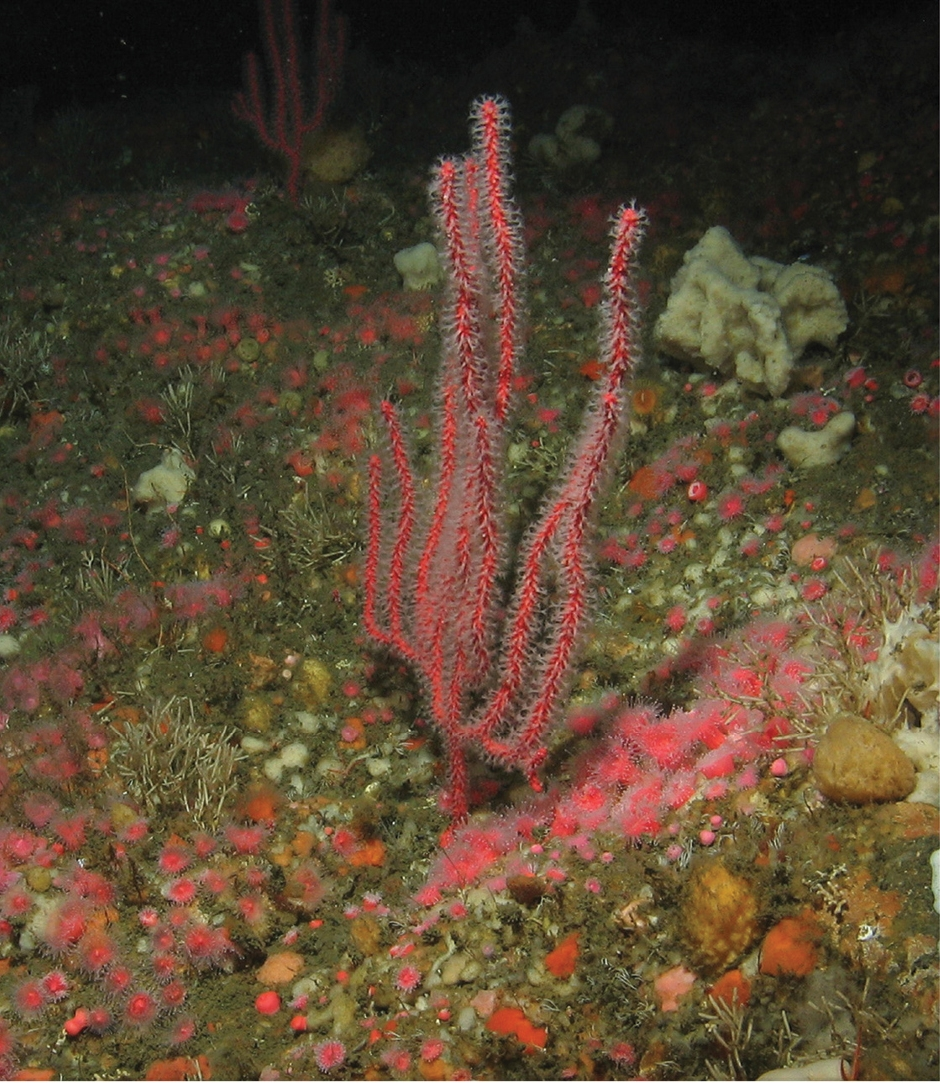
Chromoplexaura marki
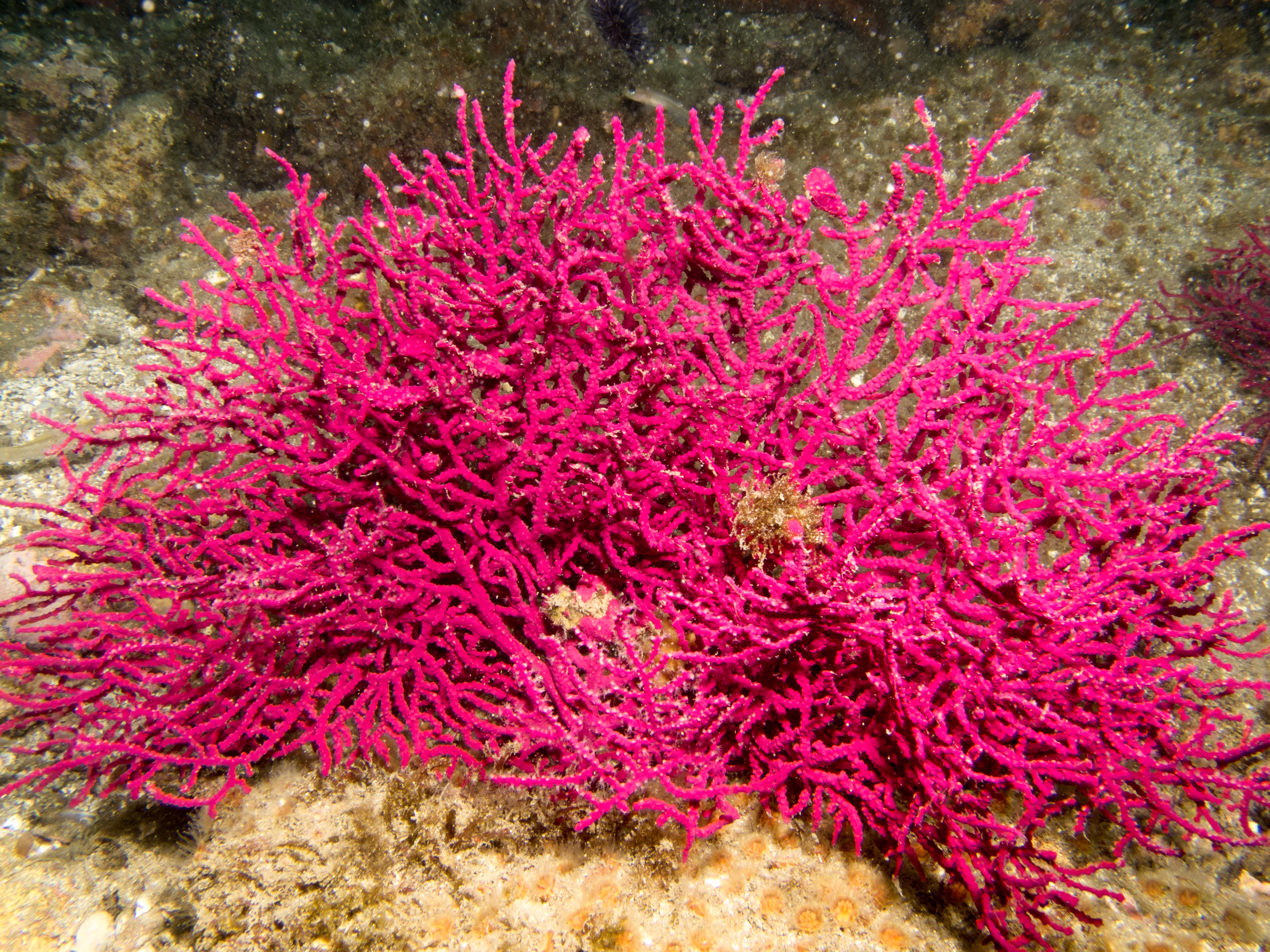
Eugorgia rubens
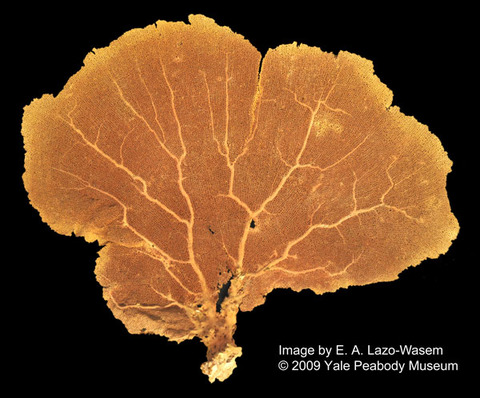
Pacifigorgia sp.
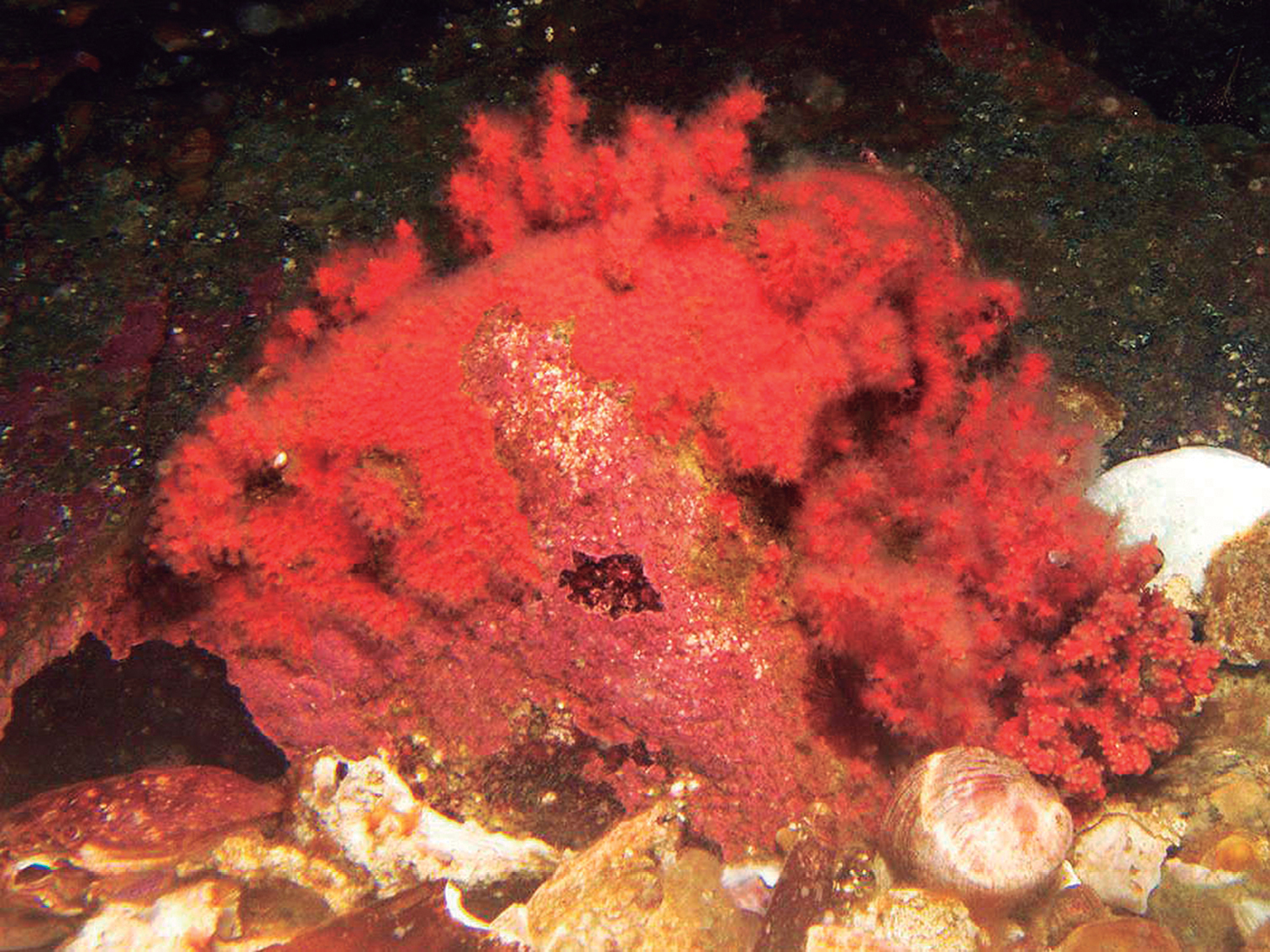
Psammogorgia hookeri